# Saint-Marc-à-Frongier
Saint-Marc-à-Frongier é uma comuna francesa na região administrativa da Nova Aquitânia, no departamento de Creuse. Estende-se por uma área de 25,45 km². Em 2010 a comuna tinha 434 habitantes (densidade: 17,1 hab./km²).